# هاماني نيانغ
هاماني نيانغ (ولد في 6 يونيو 1952) سياسي مالي ومدير تنفيذي لكرة السلة، وهو الرئيس الحالي للاتحاد الدولي لكرة السلة.